# Gerald Wenzel
Gerald Wenzel (* 6. August 1950 in Wien) ist ein österreichischer Betriebswirt, Bankmanager und war von 1. Mai 2009 bis 30. April 2012 Generaldirektor der Österreichischen Volksbanken-Aktiengesellschaft (ÖVAG) und Vizepräsident des Österreichischen Genossenschaftsverbandes (ÖGV).

## Ausbildung
Wenzel schloss 1975 das Studium der Betriebswirtschaftslehre an der Wirtschaftsuniversität Wien ab. Seine Bankausbildung beendete er 1984 mit der Ablegung der Geschäftsleiterprüfung.

## Beruflicher Werdegang
Er war von 1975 bis 1978 im Bereich Konzern der CA und von 1978 bis 1981 in einer Filiale des Bankhauses Rössler im Konzern der Erste Bank tätig und wechselte 1981 ins Managementservice der Österreichische Volksbanken-Aktiengesellschaft, wo er Geschäftsleiterfunktionen in den Volksbanken Aspern, Gleisdorf und Alpenvorland ausübte und schließlich 1987 Prokurist und Leiter des Managementservice in der ÖVAG wurde.
Von 1989 bis 1995 war er Geschäftsleiter und Vorstand der Volksbank Ost und von 1995 bis 2004 Geschäftsleiter und Vorstand der Volksbank Baden-Mödling-Liesing, wo er ab 2004 Vorsitzender des Vorstandes tätig war. 
Sein überbetriebliches Engagement umfasste u. a. die Funktionen als Vorsitzender des Volksbanken Marketingausschusses und des Volksbanken Victoria Beirates, sowie als Aufsichtsratsmitglied des Volksbanken Versicherungsdienstes und als Beiratsmitglied des Allgemeinen Rechenzentrums. Ab 2007 war Wenzel erster Vizepräsident des VBAG Aufsichtsrates und Vorstandsmitglied der Volksbanken Holding reg. Gen.m.b.H.
Von 1. Mai 2009 bis 30. April 2012 war er  Generaldirektor und Vorsitzender des Vorstandes der ÖVAG sowie Vizepräsident des Österreichischen Genossenschaftsverbandes.

## Auszeichnungen
- Träger der Schulze-Delitzsch Ehrenmedaille in Gold am Bande (2010)
- Träger des Berufstitels Kommerzialrat